# Antônio Joaquim do Couto Cartaxo
Antônio Joaquim do Couto Cartaxo (Cajazeiras) foi um político brasileiro. Exerceu o mandato de deputado federal constituinte pela Paraíba em 1891.